# Forn del Fondo de Querol (Olivella)
El Forn del Fondo de Querol és una obra d'Olivella (Garraf) inclosa a l'Inventari del Patrimoni Arquitectònic de Catalunya.

## Descripció
Està situat als voltants del Fondo de Querol, al marge esquerre del camí que comunica Can Pere de la Plana amb Olivella, abans d'arribar a la casa anomenada la Mesquita.
Compta amb una construcció arquitectònica alçada amb maçoneria, de planta circular. Resten parts dels murs, molt deteriorats.
Està pràcticament cobert per la vegetació circumdant.